# 巴都盔魚
巴都盔魚（学名：Coris batuensis），又名巴都鸚鯛、柳冷仔，为輻鰭魚綱鱸形目隆頭魚亞目隆頭魚科盔魚屬下的一个种，分布於印度太平洋區，從東非至馬紹爾群島，北起日本，南迄澳洲大堡礁海域，棲息深度2-15公尺，體長可達17公分，棲息在水質清澈的潟湖，以螃蟹與腹足類等為食，生活習性不明，可作為食用魚及觀賞魚。